# Peter Atke Castberg

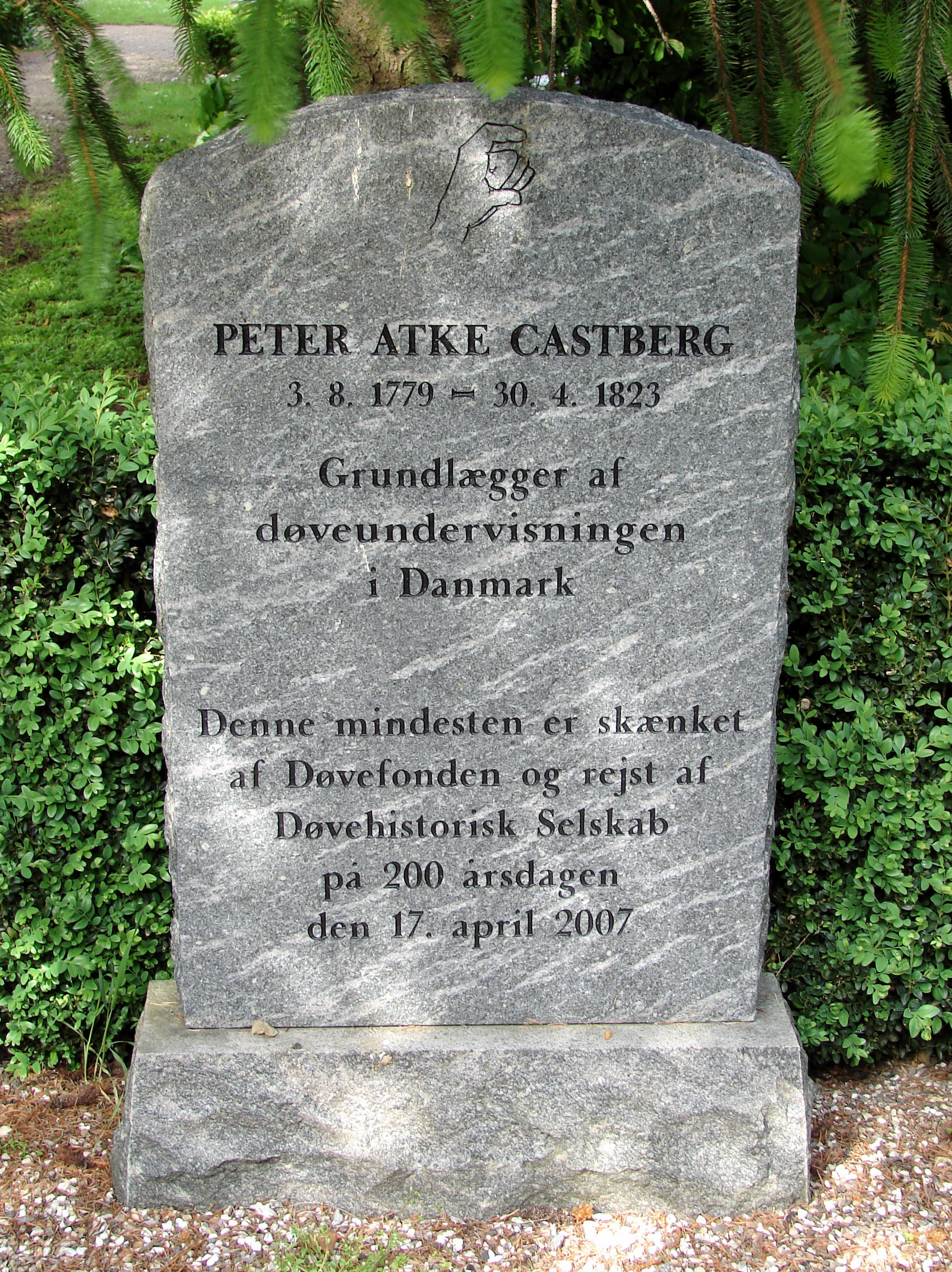
Minnessten för Castberg.

Peter Atke Castberg, född 3 augusti 1779 och död 30 april 1823, var en dansk läkare och den danska teckenspråksundervisningens grundläggare.
Castberg blev medicine doktor 1802, och företog 1803-05 en utländsk resa för att studera dövstumundervisningen, karantänväsendet och vissa hygieniska förhållanden. Före sin resa hade Castberg försökt att på elektro-galvanisk väg bota dövstumheten, men efter hemkomsten började han undervisa dövstumma. 1807 upprättades Kungliga dövstuminstitutet i Köpenhamn med Castberg som föreståndare. Vid Köpenhamns universitet höll Castberg föreläsningar om undervisningen av dövstumma personer, och dessa har tillsammans med flera andra skrifter om teckenspråksundervisning utgetts av honom.